# Landtagswahl in Rheinland-Pfalz 1955
- SPD: 36
- FDP: 13
- CDU: 51

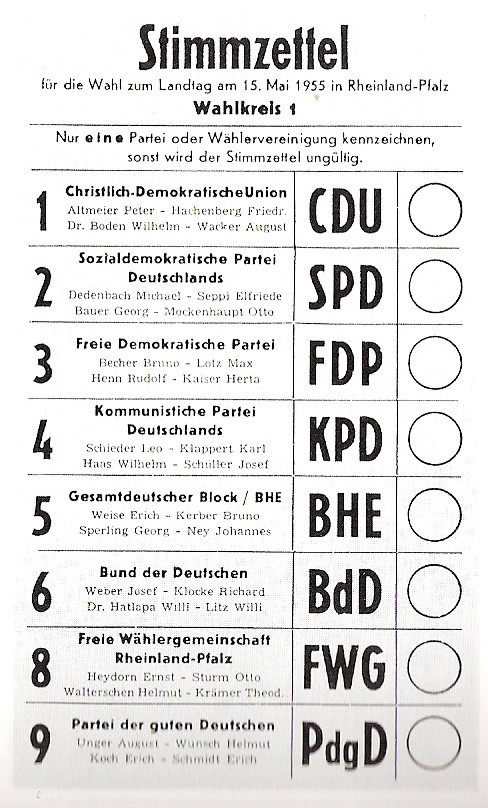
Stimmzettel zur Landtagswahl

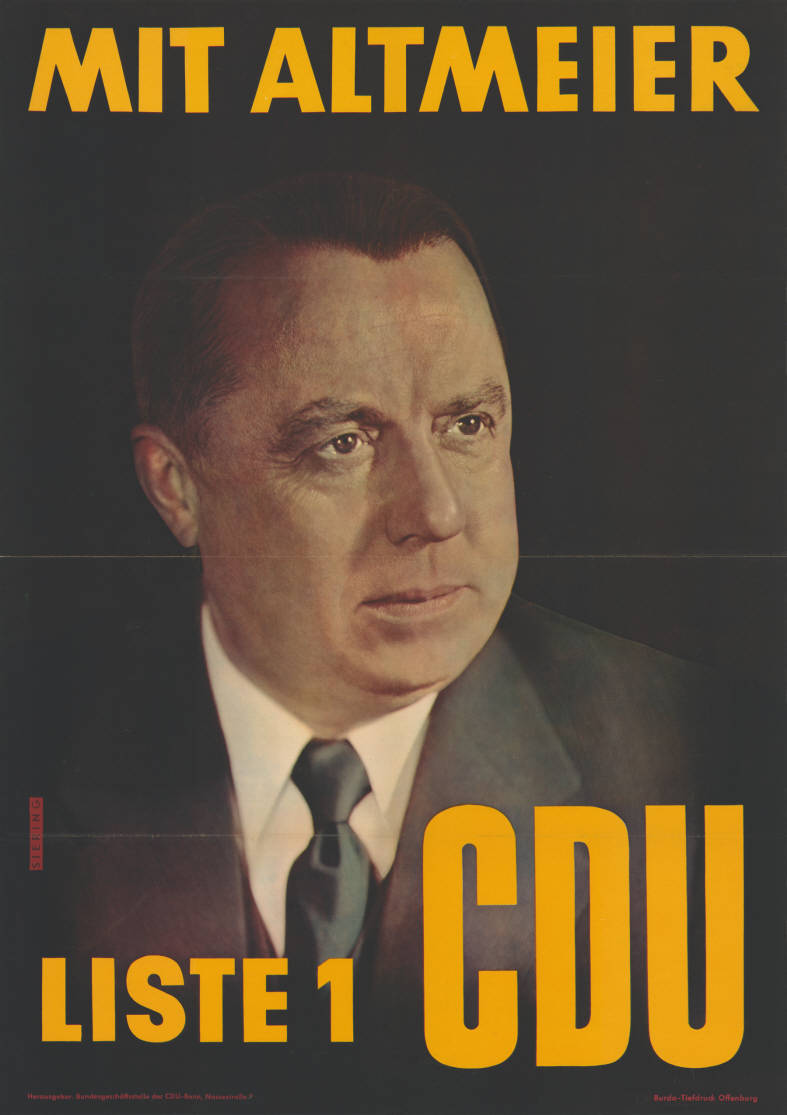
Wahlplakat der CDU

Die Landtagswahl in Rheinland-Pfalz 1955 fand am 15. Mai statt. Dabei wurde mit dem Landtag Rheinland-Pfalz erstmals ein Landtag nach Aufhebung des Besatzungsstatuts gewählt.
Die Wahl, die stark unter bundespolitischen Vorzeichen stand, wurde klar von der CDU gewonnen, die die absolute Mehrheit der Mandate erreichte. Die SPD kam bei dieser Wahl auf ihr bis heute (Wahl 2021) schlechtestes Ergebnis in Rheinland-Pfalz.

## Wahlergebnis
Die Wahl führte zu folgendem Ergebnis:
- Wahlberechtigte: 2.151.228
- Wähler: 1.634.750
- Gültige Stimmen: 1.583.829
- Sitze insgesamt: 100
- Wahlbeteiligung: 75,99 %

| Partei | Stimmen   | Anteil in % | Sitze |
| ------ | --------- | ----------- | ----- |
| CDU    | 741.384   | 46,81       | 51    |
| SPD    | 501.751   | 31,68       | 36    |
| FDP    | 201.847   | 12,74       | 13    |
| KPD    | 50.896    | 3,21        |       |
| FWG    | 45.220    | 2,86        |       |
| BHE    | 28.271    | 1,78        |       |
| BdD    | 10.527    | 0,66        |       |
| PdgD   | 3.092     | 0,20        |       |
| DLV    | 841       | 0,05        |       |
| Total  | 1.583.829 |             | 100   |

FWG = Freie Wählergemeinschaft Rheinland-Pfalz (Liste der DRP mit einigen Bewerbern der Deutschen Partei)
→ Liste der Mitglieder des Landtages Rheinland-Pfalz (3. Wahlperiode)

## Ausgangslage
Bei den vorangegangenen Landtagswahlen 1951 hatte sich folgendes Ergebnis ergeben:
- Wahlberechtigte: 2.021.164
- Wähler: 1.512.643 (Wahlbeteiligung: 74,84 %)
- Gültige Stimmen: 1.437.250

| Partei  | Stimmen   | Anteil in % | Sitze |
| ------- | --------- | ----------- | ----- |
| CDU     | 563.274   | 39,19       | 43    |
| SPD     | 488.374   | 33,98       | 38    |
| FDP     | 240.071   | 16,70       | 19    |
| KPD     | 62.483    | 4,35        |       |
| Zentrum | 29.816    | 2,07        |       |
| BHE     | 27.573    | 1,92        |       |
| NGK     | 10.012    | 0,70        |       |
| DRP     | 7.185     | 0,50        |       |
| DNS     | 4.864     | 0,34        |       |
| DAP     | 3.598     | 0,25        |       |
| Total   | 1.437.250 |             | 100   |

NGK = Notgemeinschaft Kriegsgeschädigter, DNS = Nationale Sammlung, DAP = Deutsche Arbeiterpartei
In der Folge war eine schwarz-gelbe Koalition unter Peter Altmeier gebildet worden.
Der Wahlkampf war bestimmt durch bundespolitische Themen. 10 Tage vor der Wahl war das Besatzungsstatut aufgehoben worden und die Bundesrepublik hatte ihre Souveränität wiedergewonnen. Im Rahmen der Politik der Westbindung hatte die Bundesregierung unter Konrad Adenauer kurz zuvor der Beitritt zur NATO und WEU in die Wege geleitet. Auch die Entscheidung für das Saarstatut war Thema. Sowohl CDU ("Mit Altmeier – für Adenauer") als auch die SPD betonten den Testwahlcharakter für die Bundespolitik.
An Landesthemen war es erneut die Schulpolitik, die die politischen Lager trennte. Mit dem Volksschulgesetz hatte die Regierung Anfang 1955 die in der Verfassung für Rheinland-Pfalz verankerte Schulfreiheit, d. h. Wahlfreiheit zwischen Bekenntnisschule und Simultanschule bestätigt.
Ein weiteres Mal versuchten die Sozialdemokraten die Wahl zu einem Plebiszit gegen das von ihnen abgelehnte Land Rheinland-Pfalz zu machen. Mit dem Ende des Besatzungsstatutes bestünde nun die Möglichkeit, das Bundesland aufzulösen.

## Konsequenzen
Mit der absoluten Mehrheit für die CDU wurden sowohl die Bundes- als auch die Landespolitik eindrucksvoll bestätigt. Trotz der absoluten Mehrheit der Union blieb die FDP im Kabinett Altmeier III weiter vertreten.
Die rechtsextreme FWG (Wahlbündnis von DRP und DP) sowie die linksextreme KPD vermochten keinen Einfluss auf den Ausgang der Wahl zu gewinnen.